# Kingwood (hout)

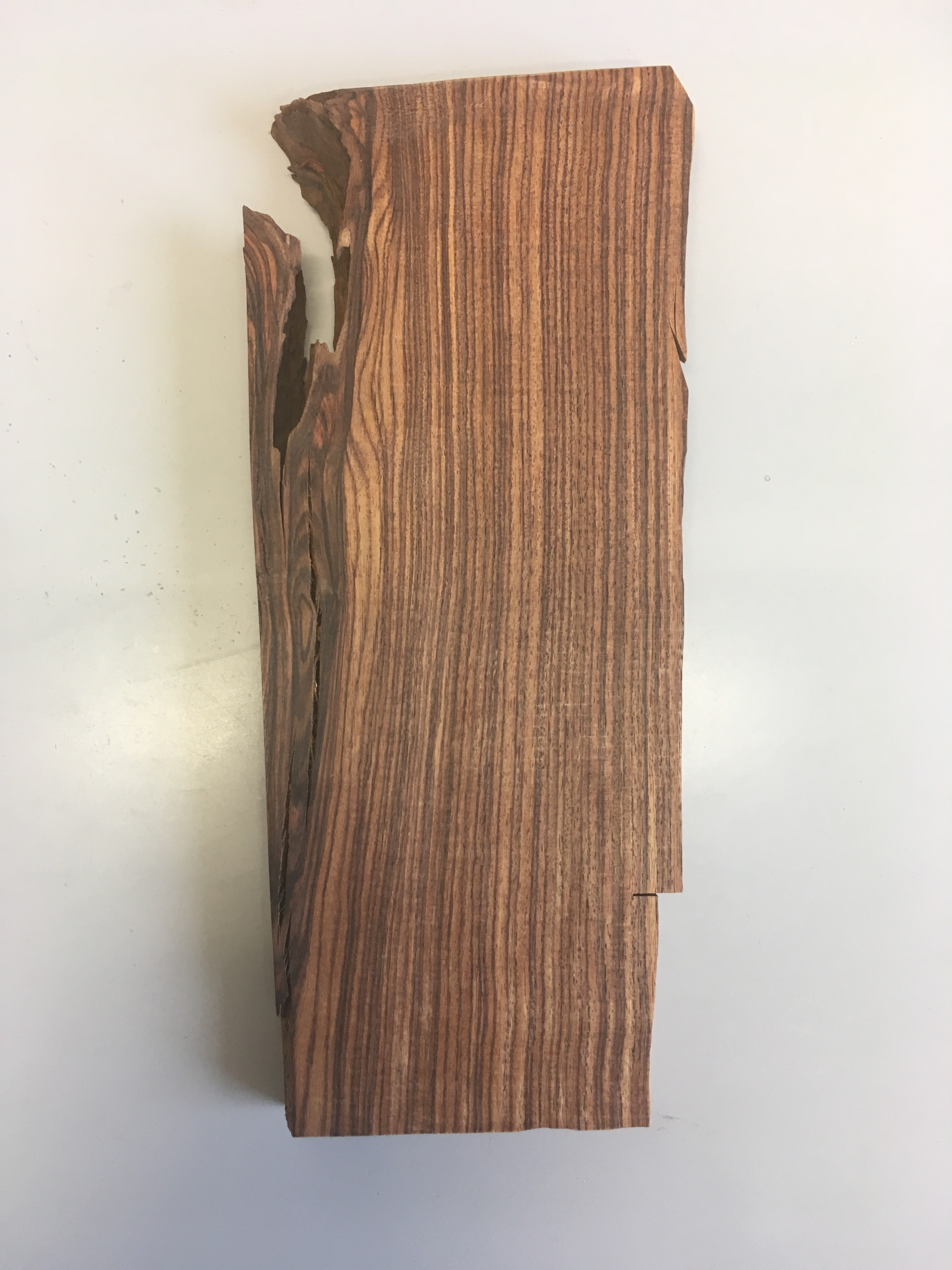
Fijne streeptekening

Kingwood is een klassieke edele houtsoort voor decoratieve toepassingen. Het dankt zijn naam aan het gebruik in inlegwerk van exclusieve meubelen voor Louis XIV en Louis XV. 
Het heeft een fijne streeptekening, met sterk contasterende lagen. De kleur is bruin, al dan niet, maar liefst wel met een toonzetting in het paarse, al verkleurt het bij blootstelling aan de zon naar bruin. Het is zwaar, sterk en duurzaam hout, met een duidelijke zoetige geur bij bewerking. Het is fijn van nerf en mooi af te werken. 
Het stamt van een kleine, langzaam groeiende boom in Brazilië (die op een gegeven ogenblik op naam gebracht is als Dalbergia cearensis). Het komt slechts in kleine afmetingen in de handel en wordt uitsluitend gebruikt als fineer voor inlegwerk of voor klein draaiwerk. Als al het hout van Dalbergia soorten staat het tegenwoordig op de CITES II lijst.
Soms wordt het hout van een Dalbergia soort uit Mexico verkocht als Mexican kingwood maar de tekening van dat hout is veeleer die van zwarte lijnen op een paarse achtergrond (zonder contrast), en meestal wordt dat hout dan ook onder de eigen, plaatselijke naam verkocht.

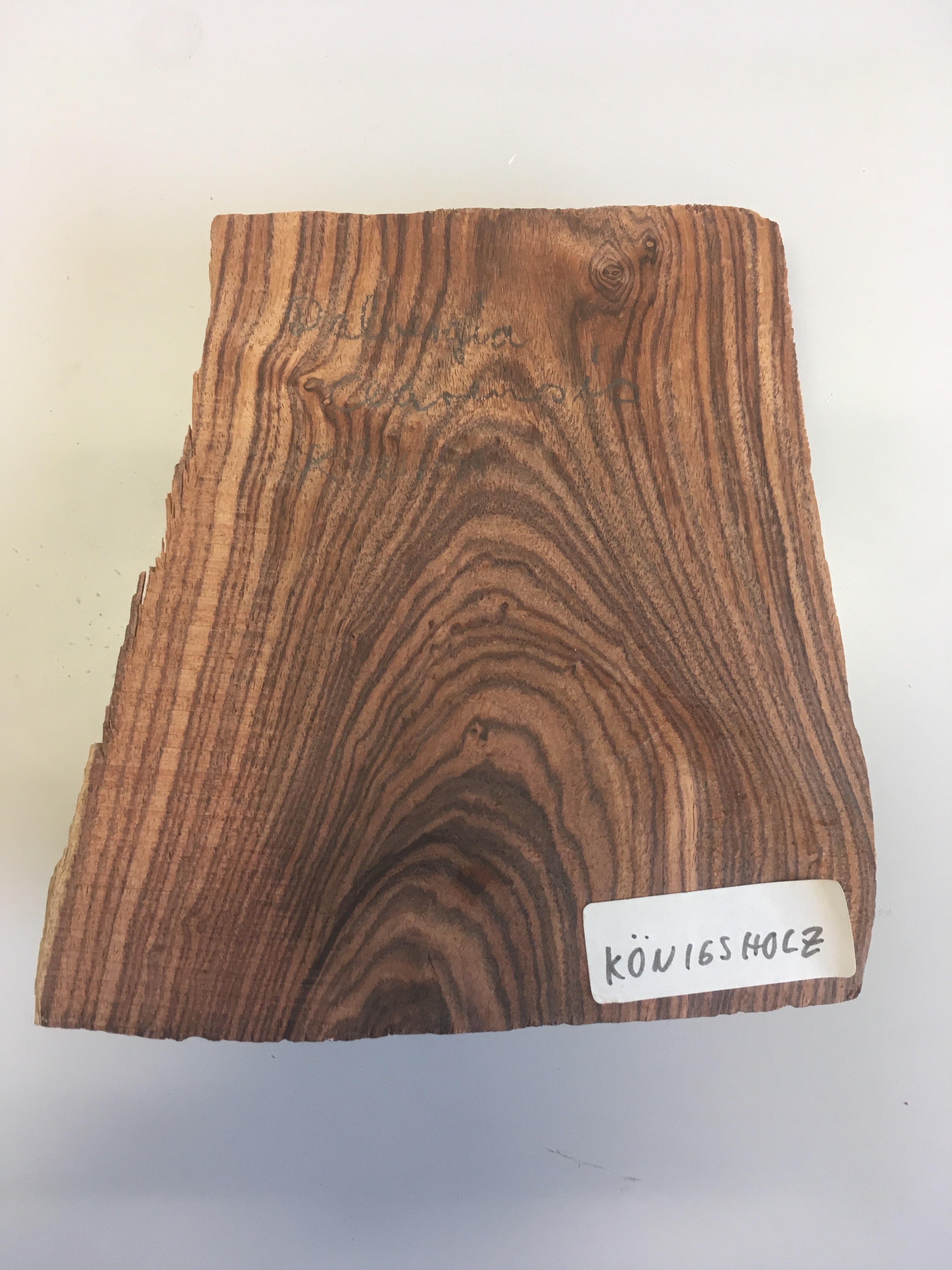
Meer tangentiaal vlak